# Carl Georg Siöblad
Carl Georg Siöblad, född den 2 november 1683, död den 1 september 1754, var en svensk sjömilitär och ämbetsman, son till Erik Carlsson Siöblad.
Siöblad blev underlöjtnant vid amiralitetet 1699, befordrades snabbt och blev 1710 schoutbynacht samt efter hand viceamiral, amiral och överamiral. 
Under sin tjänstgöring vid flottan deltog Siöblad i åtskilliga "sjötåg och skärmytslingar", bland annat som befälhavare för en avdelning av flottan som den 27 juli 1720 – mot order – anföll en mycket överlägsen rysk sjöstyrka vilket resulterade i slaget vid Föglöfjärden. Siöblads styrka bestod av 3 skepp, 3 fregatter, 3 beväpnade handelsfartyg och några galärer som låg vid Arholma. De anföll den ryska galärflottan den 27 juli, då den gjorde ett försök att rycka fram från Ledsund, vid Ålands södra udde, och lyckades att skjuta två av de ryska galärerna i sank. Under förföljandet hade 2 svenska fregatter och 2 handelsfartyg gått på grund, och förlorats. Insatsen hejdade för avsevärd tid ryssarnas framryckning. Siöblad blev för orderbrott ställd under åtal och dömdes att mista lönen under 6 månader, men blev för övrigt frikänd från allt ansvar.
År 1734 utnämnd till landshövding i Blekinge län, kallades Siöblad 1739 till riksråd, men undanbad sig; 1740 blev han landshövding i Malmöhus län och överkommendant i Skåne. Överamiral 1747.
Han gifte sig 1715 med grevinnan Beata Stenbock (1693–1765), dotter till Erik Stenbock. Paret hade fem barn.